# پارامتر مقیاس
اگر بتوان یک خانواده از توزیع‌های احتمالی را به کمک پارامتر s به شکل زیر نوشت:
{\displaystyle f_{s}(x)=f(x/s)/s\!}
آنگاه پارامتر s را پارامتر مقیاس گویند.